# European Journal of Cancer Prevention
Das European Journal of Cancer Prevention, abgekürzt Eur. J. Cancer Prev., ist eine wissenschaftliche Fachzeitschrift, die vom Lippincott Williams & Wilkins-Verlag veröffentlicht wird. Die Zeitschrift ist das offizielle Publikationsorgan der European Cancer Prevention Organization und der International Association of Cancer Registries und erscheint mit sechs Ausgaben im Jahr. Es werden Arbeiten veröffentlicht, die sich mit der Prävention von Krebserkrankungen beschäftigen.
Der Impact Factor lag im Jahr 2015 bei 2,415. Nach der Statistik des ISI Web of Knowledge wird das Journal mit diesem Impact Factor in der Kategorie Onkologie an 133. Stelle von 213 Zeitschriften geführt.